# Семеин, Василий Андреевич
Семеин, Василий Андреевич (1877 — ?) — общественный деятель, городской голова Челябинска с 1911 по 1915 год.
Родился в мещанской семье, окончил Челябинское уездное училище и Оренбургскую военно-фельдшерскую школу. Работал фельдшером в Челябинской городской больнице (ныне ГКБ № 1). В 1902-1917 годах избирался гласным городской Думы. С 1910 года член управы городской, попечительного совета женской гимназии, председатель городской исполнительной больничной кассы, председатель взаимного страхования имущества от огня. В 1911-1915 годах избирался городским головой. Придерживался либерально-демократических взглядов. Награждён светлобронзовой медалью для ношения на Владимирской ленте в честь 100-летия войны 1812 года.